# Paprotno (województwo mazowieckie)
Paprotno dawniej też Paprotnia – wieś w Polsce położona w województwie mazowieckim, w powiecie białobrzeskim, w gminie Wyśmierzyce.
| SIMC    | Nazwa   | Rodzaj    |
| ------- | ------- | --------- |
| 0642129 | Działy  | część wsi |
| 0642135 | Zaborze | część wsi |

Prywatna wieś szlachecka Paprotna, położona była w drugiej połowie XVI wieku w powiecie radomskim województwa sandomierskiego. W latach 1975–1998 miejscowość położona była w województwie radomskim.
Wierni Kościoła rzymskokatolickiego należą do parafii św. Teresy z Ávili w Wyśmierzycach.